# Volby do Poslanecké sněmovny Parlamentu České republiky 2010
Volby do Poslanecké sněmovny Parlamentu České republiky v roce 2010 se uskutečnily 28. a 29. května 2010. Volební účast dosáhla 62,60 %. Volbám v roce 2010 předcházely zrušené předčasné volby do PSP ČR 2009 plánované na pátek 9. a sobotu 10. října 2009. Tyto zrušené předčasné volby měly zkrátit páté volební období Poslanecké sněmovny Parlamentu České republiky, cestou přijetí jednorázového ústavního zákona o zkrácení pátého volebního období Poslanecké sněmovny. Tento ústavní zákon byl však zrušen Ústavním soudem 10. září 2009.
Pětiprocentní volební kvórum pro vstup do sněmovny překročilo pět kandidujících politických subjektů, a to Česká strana sociálně demokratická, Občanská demokratická strana, TOP 09, Komunistická strana Čech a Moravy a Věci veřejné. Na kandidátce TOP 09 byli zvoleni členové politických hnutí Starostové a nezávislí a Starostové pro Liberecký kraj, na kandidátce Věcí veřejných byli zvoleni členové strany SNK Evropští demokraté. Celkový počet politických subjektů, které byly zastoupeny svými členy v dolní komoře, byl osm, z toho šest politických stran a dvě politická hnutí.

## Výsledky

Mapa volební účasti.

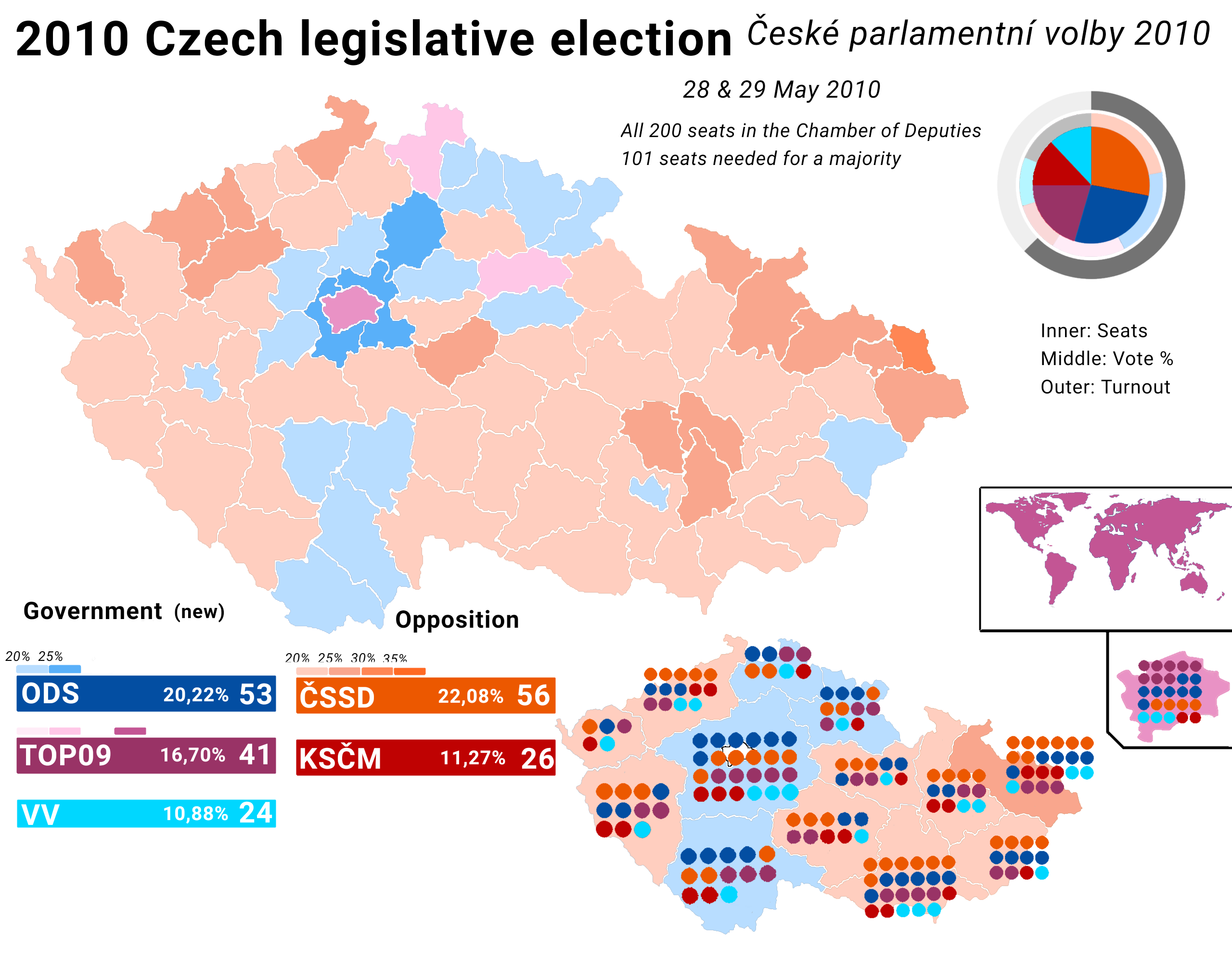
Podrobné výsledky voleb
ČSSD
ODS
TOP 09

|                        | ČSSD          | ODS         | TOP 09              | KSČM          | VV          |
| ---------------------- | ------------- | ----------- | ------------------- | ------------- | ----------- |
| Volební lídr           | Jiří Paroubek | Petr Nečas  | Karel Schwarzenberg | Vojtěch Filip | Radek John  |
| Počet hlasů            | 1 155 267     | 1 057 792   | 873 833             | 589 765       | 569 127     |
| Počet procent          | 22,08 % ▼     | 20,22 % ▼   | 16,70 % ▬           | 11,27 % ▼     | 10,88 % ▬   |
| Počet mandátů          | 56            | 53          | 41                  | 26            | 24          |
| Předchozí volby (2006) | 32,32% (74)   | 35,38% (81) | nová strana         | 12,81% (26)   | nová strana |

### Celkové výsledky
|         |                                                               |           |       |         |         |
| Subjekt | Subjekt                                                       | Hlasy     | Hlasy | Mandáty | Mandáty |
| Subjekt | Subjekt                                                       | Počet     | %     | Počet   | ±       |
|         | Česká strana sociálně demokratická                            | 1 155 267 | 22,08 | 56      | -18     |
|         | Občanská demokratická strana                                  | 1 057 792 | 20,22 | 53      | -28     |
|         | TOP 09                                                        | 873 833   | 16,70 | 41      | +41     |
|         | Komunistická strana Čech a Moravy                             | 589 765   | 11,27 | 26      | 0       |
|         | Věci veřejné                                                  | 569 127   | 10,88 | 24      | +24     |
|         | Křesťanská a demokratická unie - Československá strana lidová | 229 717   | 4,39  | 0       | -13     |
|         | Strana Práv Občanů ZEMANOVCI                                  | 226 527   | 4,33  | 0       | -       |
|         | Suverenita – Strana zdravého rozumu                           | 192 145   | 3,67  | 0       | -       |
|         | Strana zelených                                               | 127 831   | 2,44  | 0       | -6      |
|         | Dělnická strana sociální spravedlnosti                        | 59 888    | 1,14  | 0       | -       |
|         | Česká pirátská strana                                         | 42 323    | 0,80  | 0       | -       |
|         | Strana svobodných občanů                                      | 38 894    | 0,74  | 0       | -       |
|         | Pravý blok                                                    | 24 750    | 0,47  | 0       | -       |
|         | Občané.cz                                                     | 13 397    | 0,25  | 0       | -       |
|         | Moravané                                                      | 11 914    | 0,22  | 0       | -       |
|         | Konzervativní strana                                          | 4 232     | 0,08  | 0       | -       |
|         | Koruna Česká                                                  | 4 024     | 0,07  | 0       | -       |
|         | STOP                                                          | 3 155     | 0,06  | 0       | -       |
|         | Sdružení pro republiku – Republikánská strana Československa  | 1 993     | 0,03  | 0       | -       |
|         | Česká strana národně socialistická                            | 1 371     | 0,02  | 0       | -       |
|         | Klíčové hnutí                                                 | 1 099     | 0,02  | 0       | -       |
|         | Humanistická strana                                           | 552       | 0,01  | 0       | -       |
|         | Evropský střed                                                | 522       | 0,00  | 0       | -       |
|         | Česká strana národně sociální                                 | 295       | 0,00  | 0       | -       |
|         | Liberálové.CZ                                                 | 260       | 0,00  | 0       | -       |
|         | Národní prosperita                                            | 186       | 0,00  | 0       | -       |
| Celkem  | Celkem                                                        | 5 230 859 | 100   | 200     | –       |

#### Zvolení poslanci podle politické příslušnosti[3]
| Politický subjekt                  | Počet poslanců |
| ---------------------------------- | -------------- |
| Česká strana sociálně demokratická | 54             |
| Občanská demokratická strana       | 53             |
| TOP 09                             | 25             |
| Komunistická strana Čech a Moravy  | 22             |
| bezpartijní                        | 20             |
| Věci veřejné                       | 18             |
| Starostové a nezávislí             | 3              |
| SNK Evropští demokraté             | 3              |
| Starostové pro Liberecký kraj      | 2              |

#### Výsledky podle krajů (v procentech)
|                      | ČSSD  | ODS   | TOP 09 | KSČM  | VV    | KDU-ČSL | SPO  | Suverenita | SZ   |
| -------------------- | ----- | ----- | ------ | ----- | ----- | ------- | ---- | ---------- | ---- |
| Praha                | 15.17 | 24.79 | 27.27  | 6.53  | 10.31 | 2.17    | 3.11 | 2.29       | 4.78 |
| Středočeský kraj     | 20.52 | 23.87 | 17.59  | 11.00 | 10.72 | 1.97    | 3.68 | 4.35       | 2.32 |
| Jihočeský kraj       | 20.55 | 21.35 | 17.39  | 12.22 | 10.66 | 3.76    | 4.12 | 3.75       | 2.17 |
| Plzeňský kraj        | 22.01 | 21.14 | 16.97  | 12.51 | 9.76  | 2.43    | 4.14 | 5.27       | 1.71 |
| Karlovarský kraj     | 23.29 | 17.69 | 16.20  | 13.07 | 11.83 | 1.66    | 3.43 | 4.82       | 2.08 |
| Ústecký kraj         | 24.93 | 17.38 | 13.27  | 13.64 | 11.64 | 1.10    | 5.42 | 5.18       | 2.41 |
| Liberecký kraj       | 19.40 | 20.47 | 19.44  | 10.32 | 12.79 | 1.76    | 3.91 | 4.52       | 2.60 |
| Královéhradecký kraj | 19.87 | 20.12 | 19.24  | 10.65 | 12.25 | 3.79    | 3.74 | 3.74       | 2.50 |
| Pardubický kraj      | 21.95 | 19.24 | 15.45  | 11.21 | 11.62 | 5.93    | 5.23 | 3.55       | 1.86 |
| Kraj Vysočina        | 23.43 | 17.22 | 14.34  | 13.41 | 9.91  | 7.24    | 6.08 | 3.09       | 1.68 |
| Jihomoravský kraj    | 23.35 | 18.47 | 15.31  | 11.65 | 9.75  | 8.37    | 4.22 | 2.61       | 2.34 |
| Olomoucký kraj       | 24.47 | 17.01 | 13.51  | 13.18 | 11.62 | 5.60    | 4.49 | 3.73       | 1.80 |
| Zlínský kraj         | 21.93 | 20.81 | 13.94  | 10.04 | 9.71  | 9.95    | 5.85 | 2.47       | 1.80 |
| Moravskoslezský kraj | 29.13 | 17.49 | 9.99   | 12.61 | 11.69 | 4.84    | 4.50 | 4.08       | 1.93 |
| Česká republika      | 22.08 | 20.22 | 16.70  | 11.27 | 10.88 | 4.39    | 4.33 | 3.67       | 2.44 |

#### Rozdělení mandátů podlekrajů[4]
|                      | Mandáty | ČSSD | ODS | TOP 09 | KSČM | VV |
| -------------------- | ------- | ---- | --- | ------ | ---- | -- |
| Praha                | 25      | 4    | 8   | 8      | 2    | 3  |
| Středočeský kraj     | 24      | 6    | 7   | 5      | 3    | 3  |
| Jihočeský kraj       | 13      | 3    | 4   | 3      | 2    | 1  |
| Plzeňský kraj        | 11      | 3    | 3   | 2      | 2    | 1  |
| Karlovarský kraj     | 5       | 1    | 1   | 1      | 1    | 1  |
| Ústecký kraj         | 14      | 5    | 3   | 2      | 2    | 2  |
| Liberecký kraj       | 8       | 2    | 2   | 2      | 1    | 1  |
| Královéhradecký kraj | 11      | 3    | 3   | 3      | 1    | 1  |
| Pardubický kraj      | 10      | 3    | 3   | 2      | 1    | 1  |
| Kraj Vysočina        | 10      | 3    | 2   | 2      | 2    | 1  |
| Jihomoravský kraj    | 23      | 7    | 6   | 4      | 3    | 3  |
| Olomoucký kraj       | 12      | 4    | 2   | 2      | 2    | 2  |
| Zlínský kraj         | 12      | 4    | 4   | 2      | 1    | 1  |
| Moravskoslezský kraj | 22      | 8    | 5   | 3      | 3    | 3  |
| Česká republika      | 200     | 56   | 53  | 41     | 26   | 24 |

Mapy výsledků pěti subjektů, které se dostaly do nové sněmovny
ČSSD
ODS
TOP 09
KSČM
VV

Vítězem voleb se stala ČSSD se 22 % hlasů, přičemž zvítězila v devíti krajích, druhé místo obsadila ODS s 20 % (zvítězila ve 4 krajích). Třetí místo obsadila TOP 09 se ziskem 17 % (zvítězila v Praze), čtvrté místo získala KSČM s 11 % a páté místo obsadily VV necelých 11 %; další strany nepřekročily 5% kvórum a do sněmovny se tak nedostaly.
V nové sněmovně tak ČSSD získala 56 mandátů, ODS 53, TOP 09 dostala 41 křesel, KSČM 26 a Věci veřejné 24. Jako o pravděpodobné budoucí vládě se spekulovalo o pravostředové koalici ODS, TOP 09 a Věcí veřejných, celkem s výraznou většinou 118 poslanců. Pro ČSSD, která ve volbách získala ze všech stran nejvíce hlasů, tak mohl být volební výsledek spíše porážkou.
Po skončení voleb a postupném zveřejňování výsledků rezignovalo několik lídrů stran; jako první rezignoval předseda KDU-ČSL Cyril Svoboda – jeho strana se poprvé v historii nedostala do české sněmovny. Jako další rezignovalo na svoje funkce vedení Strany zelených v čele s Ondřejem Liškou, neboť SZ se rovněž do sněmovny nedostala, získala pouhých 2,5 %, později ohlásil odchod z vedení strany SPO Zemanovci i Miloš Zeman. Jako prozatím poslední oznámil na tiskové konferenci kolem půl osmé večer rezignaci v následujícím týdnu i předseda ČSSD Jiří Paroubek. V souvislosti s tímto bylo oznámeno, že pokud prezident Václav Klaus pověří někoho z vítězné strany mandátem k sestavení vlády, tak to bude za ČSSD Bohuslav Sobotka.

## Situace před volbami
Před volbami vládla vláda Jana Fischera, která se původně opírala o podporu ODS, ČSSD a Strany zelených. V březnu 2010 Strana zelených vládu podporovat přestala. Volebním lídrem ODS měl být původně Mirek Topolánek, ale po rezignaci na tento post byl 1. dubna nahrazen Petrem Nečasem. Došlo též k tehdy ještě nepravomocnému rozpuštění Dělnické strany, ale její někdejší členové a sympatizanti ve volbách kandidovali za Dělnickou stranu sociální spravedlnosti.

## Kandidující subjekty
Do Poslanecké sněmovny kandidovaly tyto subjekty, podle abecedy:
| Název                                                         | Logo | Volební číslo | Lídr                | Foto                | Kraje | Poznámka |
| ------------------------------------------------------------- | ---- | ------------- | ------------------- | ------------------- | ----- | --- |
| Česká pirátská strana                                         |      | 23            | Ivan Bartoš         |                     | 14    | |
| Česká strana národně socialistická                            |      | 19            | Karel Janko         |                     | 3     | |
| Česká strana národně sociální                                 |      | 8             | Jaroslav Rovný      |                     | 1     | |
| Česká strana sociálně demokratická                            |      | 9             | Jiří Paroubek       |                     | 14    | |
| Dělnická strana sociální spravedlnosti                        |      | 24            | Hana Pavlíčková     |                     | 14    | podpora: České hnutí za národní jednotu; Demokratická strana Československa; Národní prosperita |
| Evropský střed                                                |      | 16            | Ota Štros           |                     | 3     | |
| Humanistická strana                                           |      | 22            | Jan Tamáš           |                     | 1     | |
| Ježíš je Pán                                                  |      | 3             | Zdeněk Macura       |                     | 1     | strana podala kandidátku pouze v Moravskoslezském kraji, a to s jedním kandidátem, který odstoupil. Kvůli nesplnění náležitostí, které ukládá zákon, nebyla kandidátní listina zaregistrována, straně však i poté bylo Státní volební komisí vylosováno číslo.        |
| Klíčové hnutí                                                 |      | 27            | Táňa Fischerová     |                     | 1     | podpora: Zelení |
| Komunistická strana Čech a Moravy                             |      | 6             | Vojtěch Filip       |                     | 14    | podpora: Strana demokratického socialismu |
| Konzervativní strana                                          |      | 5             | Jan Mikulecký       |                     | 14    | |
| Koruna Česká (monarchistická strana Čech, Moravy a Slezska)   |      | 7             | Václav Srb          |                     | 5     | |
| Křesťanská a demokratická unie – Československá strana lidová |      | 17            | Cyril Svoboda       |                     | 14    | podpora: Evropská demokratická strana; Hnutí nezávislých za harmonický rozvoj obcí a měst |
| Liberálové.CZ                                                 |      | 2             | Pavel Weiss         |                     | 1     | |
| Moravané                                                      |      | 12            | Milan Trnka         |                     | 4     | |
| Národní prosperita                                            |      | 10            | Zbyněk Štěpán       |                     | 1     | strana oznámila odstoupení z voleb a podpořila Dělnickou stranu sociální spravedlnosti |
| Občané.cz                                                     |      | 1             | Petr Havlík         |                     | 13    | podpora: Alternativa; Demokracie; Nestraníci |
| Občanská demokratická strana                                  |      | 26            | Petr Nečas          |                     | 14    | podpora: Unie svobody – Demokratická unie |
| Sdružení pro republiku – Republikánská strana Československa  |      | 11            | Miroslav Sládek     |                     | 8     | podle jiného zdroje podala kandidátky v 7 krajích, z toho zaregistrována byla jen ve Středočeském a Libereckém, zatímco ve Zlínském a dalších čtyřech krajích nebyla přijata kvůli neuhrazení poplatku                                                                |
| STOP                                                          |      | 14            | Luděk Lhotský       |                     | 14    | |
| Strana Práv Občanů ZEMANOVCI                                  |      | 13            | Miloš Zeman         |                     | 14    | |
| Strana svobodných občanů                                      |      | 25            | František Matějka   |                     | 14    | podpora: předsedou strany byl v době konání voleb Petr Mach podpora: Právo a spravedlnost |
| Strana zelených                                               |      | 20            | Ondřej Liška        |                     | 14    | podpora: Strana pro otevřenou společnost |
| Suverenita – Strana zdravého rozumu                           |      | 21            | Jana Bobošíková     |                     | 14    | předsedou strany byl v době konání voleb Petr Hannig podpora: Demokratická strana zelených; Doktoři (za uzdravení společnosti); Hnutí na podporu dobrovolných hasičů a dalších dobrovolníků; Politika 21; SDŽ – Strana důstojného života; Severočeši.cz; Strana práce |
| TOP 09                                                        |      | 15            | Karel Schwarzenberg | Karel Schwarzenberg | 14    | podpora: Klub angažovaných nestraníků; Starostové a nezávislí; Starostové pro Liberecký kraj |
| Věci veřejné                                                  |      | 4             | Radek John          |                     | 14    | podpora: SNK Evropští demokraté |
| Volte Pravý blok                                              |      | 18            | Petr Cibulka        |                     | 14    | |

## Předvolební průzkumy
Vývoj předvolebních preferencí kandidujících stran v procentech a z nich určených procent podle volebních modelů ukazují následující tabulky. Protože jde o výzkumy různých agentur s různou metodikou, výsledky nejsou plně vzájemně porovnatelné.
| Výzkum                                               | Počet respondentů | Volební účast (%) | ČSSD | ODS  | KSČM | KDU-ČSL | SZ  | TOP 09 | VV   | SPOZ | DS  | Ostatní |
| ---------------------------------------------------- | ----------------- | ----------------- | ---- | ---- | ---- | ------- | --- | ------ | ---- | ---- | --- | ------- |
| Median, 26. 11. – 17. 12. 2009 volební model         | 1048              | 58                | 29,3 | 23,4 | 15,9 | 6,9     | 4,0 | 9,9    | 2,3  | –    | -   | 8,2     |
| CVVM, 11. 1. – 18. 1. 2010 volební model             | 1074              | 57                | 28,0 | 25,5 | 12,0 | 7,0     | 6,0 | 13,0   | 4,0  | 1,5  | 1,5 | 1,5     |
| CVVM, 1. 3. – 8. 3. 2010 volební model               | 1079              | 58                | 32,0 | 25,5 | 12,0 | 4,5     | 4,5 | 10,0   | 7,0  | 3,0  | –   | 1,5     |
| Factum Invenio, 26. 2. – 3. 3. 2010 volební model    | 1031              | 63,7              | 27,4 | 23,0 | 14,4 | 6,2     | 4,7 | 11,8   | 7,8  | –    | –   | 4,7     |
| Median, 1. 2. – 2. 3. 2010 volební model             | 1051              | 62                | 34,5 | 20,7 | 13,9 | 5,5     | 4,8 | 9,6    | 5,2  | –    | –   | 5,7     |
| Médea Research, březen – duben 2010 volební prognóza | 996               | 2/3               | 27,5 | 23,0 | 10,2 | 4,5     | 3,0 | 15,8   | 12,1 | 2,6  | –   | –       |
| Median, 2. 3. – 1. 4. 2010 volební model             | 1085              | 61                | 27,0 | 21,2 | 16,8 | 7,4     | 4,8 | 7,5    | 4,3  | 3    | –   | 8       |
| Factum Invenio, 3. 4. – 9. 4. 2010 volební model     | 1049              | 64,4              | 29,5 | 22,3 | 13,9 | 5,5     | 2,6 | 11,6   | 8,9  | 2,7  | –   | 3       |
| CVVM, 5. 4. – 12. 4. 2010 volební model              | 1053              | 64,0              | 30,0 | 22,5 | 13,0 | 4,0     | 4,0 | 11,5   | 9,0  | 3,0  | –   | 3       |
| Median, 2. 4. – 1. 5. 2010 volební model             | 914               | 64,0              | 26,2 | 19,0 | 13,3 | 7,5     | 3,5 | 10,7   | 7,6  | 6,8  | –   | 5,3     |
| CVVM, 3. 5. – 10. 5. 2010 volební model              | 1061              | 61                | 30,5 | 19,0 | 13,0 | 3,5     | 4,5 | 14,0   | 11,5 | 2,0  | –   | 2,0     |
| Factum Invenio, 7. 5. – 12. 5. 2010 volební model    | 1004              | 66,8              | 26,3 | 22,9 | 13,1 | 5,5     | 2,5 | 10,9   | 12,6 | 2,6  | –   | 3,6     |

| Výzkum                                         | Počet respondentů | Volební účast (%) | ČSSD | ODS  | KSČM | KDU-ČSL | SZ  | TOP 09 | VV  | SPOZ | Ostatní | Žádnou | Neví |
| ---------------------------------------------- | ----------------- | ----------------- | ---- | ---- | ---- | ------- | --- | ------ | --- | ---- | ------- | ------ | ---- |
| STEM, 27. 2. – 8. 3. 2010 stranické preference | 1276              |                   | 27,9 | 20,0 | 11,3 | 4,8     | 3,8 | 7,7    | 6,2 | 3,6  | 3,2     | 4,2    | 7,3  |
| STEM, 1. 4. – 10. 4. 2010 stranické preference | 1196              |                   | 27,8 | 18,6 | 9,9  | 4,9     | 3,2 | 9,3    | 8,1 | 3,1  | 3,0     | 4,8    | 7,4  |
| STEM, 28. 4. – 8. 5. 2010 stranické preference | 1257              |                   | 27,0 | 18,7 | 11,8 | 3,9     | 3,1 | 9,2    | 8,9 | 2,3  | 2,7     | 4,7    | 7,8  |

### Studentské volby
26.-28. dubna se konaly studentské volby 2010 do Poslanecké sněmovny Parlamentu ČR. Studenti 69 gymnázií, 68 středních odborných škol a 7 učilišť starší 15 let odevzdali celkem 20 233 hlasů politickým stranám a hnutím, které kandidují do Poslanecké sněmovny. Studentské volby, přiblížení volebního systému studentům v simulovaných volbách, uspořádala organizace Člověk v tísni. Smyslem projektu nebyly podle ní výsledky simulovaných voleb. Někteří krajští hejtmani za ČSSD, zejména David Rath, se postavili proti akci a odrazovali školy od účasti, kritizovali zejména zamýšlené zveřejnění výsledků před sněmovními volbami, které by mohlo ovlivnit skutečné volby a poškodit tak ČSSD. Mnoho škol skutečně z akce odstoupilo a organizace Člověk v tísni nátlaku částečně vyhověla a přislíbila odložit zveřejnění na dobu po volbách. Po úniku volebních výsledků z některých škol (včetně škol, v nichž studenti uspořádali volby nezávisle) se pořadatel rozhodl výsledky uvolnit, což nakonec schválil i předseda ČSSD Jiří Paroubek. Celkovým vítězem se stala TOP 09, která získala 26,59 % hlasů. Druhá skončila Občanská demokratická strana 17,56 % hlasů. Dosud neparlamentní Věci veřejné získala 12,11 % hlasů. Česká pirátská strana získala 7,74 % hlasů těsně následovaná Dělnickou stranou sociální spravedlnosti se 7,14 % hlasů. Do poslanecké sněmovny by se dostala ještě Strana zelených s 5,3 % a Česká strana sociálně demokratická s 5,27 %. Studenti ve volbách odevzdali celkem 20 233 hlasů. Volební účast dosáhla 51,1 %. Volební výsledky se výrazně lišily podle typu škol. Vítězné strany TOP 09 a ODS získaly největší podporu na gymnáziích. ČSSD se největší podpory dostalo na středních odborných školách. DSSS získala nejvíce podpory na učilištích.

### Premiér
V bleskovém průzkumu agentury Median pro vydání Mladé fronty DNES z 27. března 2010 byli respondenti dotázáni na otázku, koho by chtěli za příštího premiéra. Petra Nečase by si vybralo 53 % občanů, Jiřího Paroubka 35 % a 12 % nevědělo. Podle průzkumu od této agentury pro Lidové noviny ze 14. dubna by si nejvíce lidí vybralo Karla Schwarzenberga (30,8 %), který má ale velmi malou šanci stát se premiérem. Druhý byl těsně Nečas (30,6 %) a třetí Paroubek (20 %).

## Nestranické iniciativy
Při příležitosti voleb vznikly nestranické iniciativy jako „Defenestrace 2010“ vyzývající ke kroužkování posledních kandidátů na kandidátce, „Vyměňte politiky.cz“ vyzývající k co největší účasti na volbách, i studentské volby, jež přibližují volební soustavu studentům, kteří ještě nemají volební právo.

### Defenestrace 2010
Iniciativa „Defenestrace 2010“ s heslem „kroužkujte ty dole“ vyzývala, aby voliči dali preferenční hlasy posledním čtyřem kandidátům na zvolené kandidátce, protože u nich je prý „nejnižší pravděpodobnost, že už jsou zapojeni do korupční mašinerie“ a „jsou to obyčejní lidé jako my, a tedy naši nejpovolanější zástupci“. Vznikla na podnět fyzika a předsedy Nadace Charty 77 Františka Janoucha., s odkazem na fiktivní dopis Járy Cimrmana.

### Vyměňte politiky.cz
Iniciativa „Vyměňte politiky.cz“, nezávislá a apolitická, vyzývala k tomu, aby šlo volit co nejvíce lidí. Na podporu této myšlenky se pořádaly happeningy, koncerty, a jiné. Podporu jí vyslovily osobnosti jako je Dan Bárta, Aneta Langerová, Radek Banga, Viktor Preiss, David Koller a další. Videoklip na podporu iniciativy uvedli Nightwork. Iniciativa na Facebooku čítala více než 60 000 příznivců Facebook a své „ANO půjdu volit“ potvrdilo na webových stránkách projektu přes 40 000 návštěvníků.
Od roku 2011 iniciativa podporuje politické hnutí ANO 2011 miliardáře Andreje Babiše.